# Eriophorum beringianum
Eriophorum beringianum là loài thực vật có hoa trong họ Cói. Loài này được Raymond mô tả khoa học đầu tiên năm 1957.